# Funció sinc
En matemàtica, la funció sinc o sinus cardinal, denotada per {\displaystyle \mathrm {sinc} (x)\,}, té dues definicions, la normalitzada i la desnormalitzada que es defineixen de la següent manera:
1. En processament digital de senyals i teoria de la informació, la funció sinc normalitzada comunament es defineix com:
{\displaystyle \mathrm {sinc} _{n}(x)={\frac {\sin(\pi x)}{\pi x}}}
2. En matemàtica, la històrica  funció sinc desnormalitzada , aquesta definida per:
{\displaystyle \mathrm {sinc} (x)={\frac {\sin(x)}{x}}}

En ambdós casos el valor de la funció té una singularitat evitable en zero, que generalment es redefineix específicament com a igual a 1. La funció sinc és analítica a tot arreu.
La funció  desnormalitzada  és idèntica a la  normalitzada  excepte pel factor d'escala que falta en l'argument. La funció sinc correspon a la transformada de Fourier d'un pols rectangular, i la transformada inversa de Fourier d'un espectre rectangular és una sinc.

## Propietats
1. {\displaystyle \int _{-\infty }^{+\infty }\mathrm {sinc} _{N}(x)\ dx=1}
2. {\displaystyle \int _{-\infty }^{+\infty }\mathrm {sinc} (x)\ dx=\pi }